# 25 giugno
Il 25 giugno è il 176º giorno del calendario gregoriano (il 177º negli anni bisestili). Mancano 189 giorni alla fine dell'anno.

## Eventi
- 841 – Battaglia di Fontenoy-en-Puisaye;
- 1115 – Il monaco cistercense francese Bernardo di Chiaravalle fonda l'Abbazia di Clairvaux;
- 1183 – Pace di Costanza: dopo la sconfitta nella battaglia di Legnano, Federico Barbarossa riconosce la Lega Lombarda e dà concessioni ai Comuni che la componevano;
- 1243 – Sinibaldo Fieschi dei Conti di Lavagna diventa papa Innocenzo IV;
- 1530 – La Confessione di Augusta viene presentata alla Dieta e all'imperatore del Sacro Romano Impero dai principi e principi-elettori luterani tedeschi;
- 1788 – La Virginia ratifica la Costituzione degli Stati Uniti e viene ammessa come decimo Stato degli Stati Uniti d'America;
- 1850 – A Lipsia viene eseguita per la prima volta l'opera Genoveva di Robert Schumann;
- 1855 – Viene istituita l'arcidiocesi di Foggia-Bovino come diocesi di Foggia;
- 1857 – Prima pubblicazione de I fiori del male di Charles Baudelaire;
- 1866 – Terza guerra d'indipendenza italiana: vittoria italiana nella battaglia di Ponte Caffaro;
- 1876 – Battaglia di Little Big Horn e morte del generale George Armstrong Custer;
- 1891 – Papa Leone XIII pubblica la lettera enciclica Pastoralis Vigilantiae sul convegno di Braga, in Portogallo, circa la condizione della Chiesa di fronte al mondo moderno, sulla necessità di congressi vescovili, sulle competenze dello Stato e della Chiesa;
- 1910 – Prima assoluta del balletto L'uccello di fuoco composto da Igor' Fëdorovič Stravinskij;
- 1917 – Ha termine la battaglia del Monte Ortigara, dove l'esercito italiano perde 5969 uomini;
- 1938 – Douglas Hyde viene eletto primo presidente della Repubblica d'Irlanda;
- 1944 – Viene pubblicata l'ultima striscia del fumetto Krazy Kat di George Herriman;
- 1945 – Séan T. O'Kelly viene eletto secondo presidente della Repubblica d'Irlanda;
- 1946 – In Italia si insedia l'Assemblea Costituente, con Giuseppe Saragat alla presidenza;
- 1947 – Prima pubblicazione in versione ridotta del Diario di Anna Frank in olandese, stampato in 3036 copie con il titolo Het Achterhuis ("Il retrocasa")[1][2];
- 1950 – Scoppio della guerra di Corea;
- 1954 – Viene soppressa nel sangue la Rivolta di Kengir;
- 1959 – Éamon de Valera viene eletto terzo presidente della Repubblica d'Irlanda;
- 1967
  - Viene trasmesso in televisione Our World, il primo programma satellitare mondiale, durante il quale i Beatles eseguono dal vivo il brano All You Need Is Love scritto per l'occasione;
  - Strage di Cima Vallona, attentato terroristico perpetrato da separatisti sudtirolesi del Befreiungsausschuss Südtirol ai danni di militari italiani;
- 1973 – Erskine Hamilton Childers viene eletto quarto presidente della Repubblica d'Irlanda;
- 1975
  - Stato di emergenza in India;
  - Il Mozambico ottiene l'indipendenza dal Portogallo;
- 1978 – Durante la parata del Pride di San Francisco, l'artista Gilbert Baker sventolata per la prima volta la bandiera arcobaleno[3];
- 1981 – Hanno inizio i presunti messaggi della Vergine Maria a Medjugorie;
- 1991 – Jugoslavia: la Slovenia e la Croazia dichiarano la propria indipendenza dalla Jugoslavia;
- 1993 – Kim Campbell viene scelta come leader del Partito Conservatore Progressista Canadese e diventa la prima donna primo ministro del Canada;
- 1996 – L'attentato delle Khobar Towers causa la morte di 19 americani in Arabia Saudita;
- 1998
  - Viene assassinato il cantante berbero Lounès Matoub;
  - Microsoft mette in commercio Windows 98;
- 2006 – Si celebra in Italia la prima delle due giornate del referendum per l'approvazione del disegno di legge costituzionale concernente "Modifiche alla Parte II della Costituzione", comprendente il premierato, la devolution e il nuovo Senato federale: gli elettori la respingono;
  - Gli elettori della Mauritania approvano la riforma della costituzione voluta dal governo provvisorio: previste, tra l'altro, le quote rosa;
  - Le Brigate al-Qassim, forza militare di Hamās, attaccano una base israeliana uccidendo 2 soldati e facendone prigioniero un altro;
- 2007 – Ondata di caldo del giugno 2007 che colpisce prevalentemente il Sud Italia, raggiungendo picchi anomali e stabilendo molti record, tra cui il più alto registrato nella Stazione Meteorologica di Foggia Amendola raggiungendo il valore ufficiale di 47°C;
- 2009 – Muore Michael Jackson. La dipartita della popstar sarà accolta con estremo cordoglio dagli utenti Internet, che mandarono in crash svariati siti con ricerche e tweet. Si tratta dell'evento con più affluenza sui social media di tutti i tempi;
- 2020 – Il Liverpool si laurea Campione d'Inghilterra, dopo 30 anni, grazie alla sconfitta del Manchester City per mano del Chelsea 2-1. Si tratta del primo titolo inglese assegnato durante l'era Covid.

## Nati
Ci sono circa 1 080 voci su persone nate il 25 giugno; vedi la pagina Nati il 25 giugno per un elenco descrittivo o la categoria Nati il 25 giugno per un indice alfabetico.

## Morti
Ci sono circa 460 voci su persone morte il 25 giugno; vedi la pagina Morti il 25 giugno per un elenco descrittivo o la categoria Morti il 25 giugno per un indice alfabetico.

## Feste e ricorrenze

### Civili
Internazionali:
- Organizzazione marittima internazionale - Giornata del marittimo
- Giornata mondiale della Vitiligine
- Giornata mondiale dei Puffi

Nazionali:
- Mozambico – Festa dell'indipendenza
- Slovenia – Festa dell'indipendenza

### Religiose
Cristianesimo:
- Sant'Adalberto di Egmond, diacono e abate
- Santi Domenico Henares de Zafra Cubero e Francesco Do Minh Chieu, martiri
- Sant'Eurosia di Jaca, martire
- Santa Febronia di Nisibis, venerata a Palagonia e a Patti
- San Guglielmo da Vercelli, abate
- San Massimo di Torino, vescovo
- San Moloc (o Luano), venerato in Scozia
- Santi Pietro e Febronia (David e Eufrosina), sposi e monaci
- Santi Ponzio Pilato e Claudia Procula, sposi (Chiesa ortodossa etiope)
- San Prospero d'Aquitania, monaco e teologo
- San Prospero di Reggio Emilia, vescovo
- San Salomone di Bretagna, re
- Santa Tigre di Maurienne (Tecla), vergine ed eremita
- Beata Dorotea di Montau, vedova
- Beato Fulgenzio de Lara, mercedario
- Beato Giovanni di Spagna, monaco
- Beata Maria Lhuilier, vergine e martire
- Beato Paolo Giustiniani, eremita camaldolese

Religione romana antica e moderna:
- Periodo solstiziale, quinto giorno

### Laiche
- L'Organizzazione Marittima Internazionale (IMO) celebra, dal 2011, la Giornata del Marittimo.